# Zbigniew Rogowski

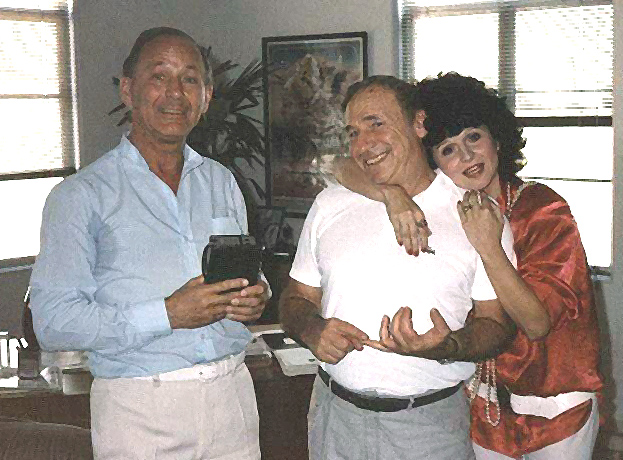
Od lewej do prawej: Zbigniew Rogowski, Mel Brooks i Yola Czaderska-Hayek w Hollywood

Zbigniew Karol Rogowski (ur. 15 lipca 1923 w Krakowie, zm. 14 lipca 2007 w Sopocie) – polski dziennikarz, publicysta, aktor epizodyczny i krytyk filmowy.

## Życiorys
Jego rodzina w latach 40. XX w. była prześladowana przez Urząd Bezpieczeństwa za pomoc udzieloną Mieczysławowi Dąbrowskiemu - sekretarzowi premiera Stanisława Mikołajczyka, a także krakowskim Żydom w czasie okupacji niemieckiej.
Studiował na Uniwersytecie Karola w Pradze i Uniwersytecie Warszawskim.
Był współtwórcą krakowskiego „Przekroju”, a także jego korespondentem w Hollywood. Publikował w warszawskich i krakowskich gazetach, m.in. w „Expressie Wieczornym” i „Stolicy”. Ostatnimi laty współpracował z warszawskim tygodnikiem „Nasza Polska”, w którym publikował teksty-korespondencje z Hollywood. Na łamach tygodnika był inicjatorem akcji mających doprowadzić do przywrócenia polskiej świadomości historycznej osoby gen. Władysława Andersa, m.in. powołania przez Senat RP Roku Andersa, a także nadania ulicom w Warszawie i Krakowie imienia generała. Dzięki jego inicjatywie w Suchej Beskidzkiej wmurowano tablicę, a także nadano ulicy nazwę Billy’ego Wildera, który tam się urodził.
Był również autorem wywiadów z ludźmi Solidarności, m.in. z Anną Walentynowicz. Jego teksty można było także czytać w amerykańskiej prasie polonijnej, m.in. w „Dzienniku Związkowym”. W latach 60. XX w. wystąpił w kilku filmach fabularnych jako aktor.

## Publikacje
- 8 Wyścig Pokoju Praha-Berlin-Warszawa, Poznań 1955
- Na skoczniach Polski i świata : kartki pamiętnika, Kraków 1955
- Między linami ringu : wspomnienia, Warszawa 1956
- Jarmark sportowych emocji, Warszawa 1957
- Historia ostatniej sekundy, Warszawa 1959
- Hula-hoop w 12 lekcjach / Jan Rutkowski, Warszawa 1959
- Od palanta do belcanta : wspomnienia / Mieczysław Fogg, Warszawa 1971
- Dramaty najmocniejszych, Warszawa 1971
- Na skoczniach Polski i świata : wspomnienia Stanisława Marusarza, Warszawa 1974
- Skok, który uratował mi życie... / Stanisław Marusarz, Warszawa 1974
- Oni i Hollywood, Kraków 1982
- Rozmowy z najsławniejszymi ludźmi świata, Poznań 1985
- Ci z Hollywood, Kraków 1987
- Ja, Janko Ryzykant czyli Wspomnienia chicagowskiego impresaria / Jan Wojewódka, Poznań 1988
- To jest Hollywood, Kraków 1990
- Sam na sam z Hollywood, Warszawa 1994
- Dialogi za zamkniętymi drzwiami Hollywood, Katowice 1999

## Filmografia
Źródło: 
Scenarzysta
- 1972 Sentymentalny pan (film dokumentalny)

Aktor
- 1965: Perły i dukaty – recepcjonista w hotelu
- 1966: Bokser – sprawozdawca z Chicago
- 1966: Kochajmy syrenki – brydżysta
- 1969: Jak rozpętałem drugą wojnę światową (cz. 2: Za Bronią) – radiotelegrafista (nie występuje w napisach)